# 性別役割分業
性別役割分業（せいべつやくわりぶんぎょう、英語: sexual division of labor）とは、男女それぞれの責務や役割について明確に区分することである。性別役割分担（せいべつやくわりぶんたん）、性別役割配分（せいべつやくわりはいぶん）ともいう。

## 世界
古代以来、農業では男性も女性もともに仕事を担ってきた。何らかの形で男女分業がなされていたケースが多いが、地域や家庭により多様な分担の形態があり、一概には言いがたい。戦争では戦闘員として男性が活躍し、女性は看護など限定的な役割を担ったのは、世界共通である。近代の産業革命・工業化の時期は女性も低賃金で過酷な労働を強いられ、女性労働は規制された。現代になると、サービス業中心への産業構造の転換が進み、体力をさほど要しない業種、感情労働とも呼ばれる、細やかな感情のコントロールが要求される職種が中心になると男女の垣根が低くなり、女性も幅広い業種でフルタイムの賃金労働を行うようになる。また一部の男性が家庭に携わり始めた。

## 日本
日本では「男は仕事、女は家事・育児・買物（男は妻子を養い、女は家庭を守る）」という分業を主とする。また、その逆も存在する。自営業や農業などは家内労働であるため、こうした役割分担の概念は必ずしも当てはまらない。また、これらとは全く異なる分業も含む概念である。近年ではここから敷衍して、社会全体としての男性、女性の生き方（生計の立て方）に関する文脈でも用いられるようになっており、やや混同も見られる。
日本での性別役割分業は、社会に「家」が確立した中世から存在する。中世日本では、夫は「家」の対外的な活動を分担し、妻は「家」の中の活動を分担した。武家及び公家の「家」では、職を帯びて仕事を果たし、収入を確保したのは夫であり、妻は収入をやりくりして、夫の仕事を支えたり、育児・家事全般の家政を差配した。一方、庶民では、名主職などの対外的職を帯びて租税を負担し収入の道を確保するのは夫で、家政は妻という形に、分担されていた。
戦後、明治民法において制定された家制度が廃止され、高度経済成長期に、夫は仕事に出かけ妻は育児・家事・買物に専念して家庭づくりに励む、といった核家族のイメージが広く一般化した。企業の賃金体系も妻子を養う世代の男性に比較的手厚いものになっていた。
最近になって中世における日本における女性の役割への評価も見直しが進み女性の社会進出もある程度進んでいたという見方が広まりつつある。
1950年代から1970年代にかけての高度成長期に、既婚女性は労働から解放された。家庭の収入増と安定化により、既婚女性が専業主婦の立場である状態が大勢を占め、性別役割分業が広まった。日本の工業化がその原因のひとつであった。基本的に第二次産業ではブルーカラーが主な働き手であり、女性がそれに参加することは、事実上困難を伴っていた事情もある。
1980年代以降には脱工業化社会への変化とともに、ブルーカラーの軽作業化、経済のソフト化、頭脳労働化、家事の機械化などにより、女性の社会進出（賃金労働者化）が可能な条件が整い、勤労女性が増加してきた。そのため核家族の性別役割分業システムが問いなおされる契機のひとつとなった。
1990年代から2000年代の経済の停滞・賃金の下落傾向により、共働きが増加し、夫婦間での役割（日本語の「ジェンダー・ロール」）が見直されつつある。少子化から労働力不足が懸念され、労働力の増加を期待した男女共同参画の政策を政府が進めている。
近年では女性の労働力化が進んでいるが、男性の家事の分担はそれに対応するほどには進んでおらず、「男は仕事、女は仕事と家事・育児」という分担が「新・性別役割分業」と呼ばれることもある。こうした状況の中で「男は仕事と家事、女は家事と趣味（的仕事）」という、いわば「新・専業主婦志向」ともいうべき分業志向が台頭してきている。 

### 女性の社会進出と性別役割分業
女性の社会進出（賃金労働者化）が進み、共働き家庭が増えた一方で、女性と男性の家事・育児時間は共働き家庭で妻は4時間23分、夫は11分と大きな差がある。
この主な原因は、通勤時間を含めた日本人男性の長い労働時間にある。スウェーデンでは午後6時には男性の70%以上が帰宅しているのに対して、日本では同時刻の男性の帰宅率は6%台に過ぎない。午後8時以降になってようやく日本人男性の帰宅率が60%を越えるのである。これは、労働人口や企業が集積する首都圏など、職住近接が難しい都市部において特に顕著である。